# Arquiepiscopal maior
As principais igrejas arquiepiscopais são as Igrejas Católicas Orientais governadas pelos principais arcebispos, assistidas por seus respectivos sínodos dos bispos. Essas igrejas católicas também têm quase os mesmos direitos e obrigações que as igrejas patriarcais . Um grande arcebispo é o metropolita de uma sede determinada ou reconhecida pela Santa Sé, a autoridade suprema da Igreja, que preside toda uma igreja oriental sui iuris que não se distingue pelo título patriarcal. O que é declarado no direito comum sobre igrejas ou patriarcas patriarcais é entendido como aplicável às principais igrejas arquiepiscopais ou principais arcebispos, a menos que o direito comum preveja expressamente o contrário ou seja evidente pela natureza do assunto" ( CCEO .151,152).
As quatro principais igrejas arquiepiscopais da Igreja Católica são:
- Igreja Católica Grega Ucraniana ( rito bizantino ) da Ucrânia.
- Igreja Católica Siro-Malabar (Rito Siríaco Oriental) da Índia.
- Igreja Católica Síria Síria-Malankara (Rito Siríaco Ocidental) da Índia.
- Igreja Católica Grega Romena como Igreja Romena Unido com Roma, Greco-Católica (Rito Bizantino) da Romênia.